# Wojnowice (powiat nowotomyski)
Wojnowice (niem. Woynowitz) – wieś w Polsce położona w województwie wielkopolskim, w powiecie nowotomyskim, największa wieś gminy Opalenica. Jest położona 5 km na północny wschód od Opalenicy, przy szosie i linii kolejowej do Poznania. Znajduje się tam rolnicza spółdzielnia produkcyjna.
Wieś szlachecka położona była w 1580 roku w powiecie poznańskim województwa poznańskiego. W latach 1975–1998 miejscowość należała administracyjnie do województwa poznańskiego.

## Historia
Udokumentowana historia Wojnowic sięga 1352 roku, kiedy wymieniany był Sandivogius (Sędziwój) de Woynowicze. Od 1392 roku w dokumentach występuje rycerz pasowany Jodokus (Jost) Suczka de Woynowice. W latach 1415–1611 dobra rycerskie były własnością Ostrorogów, natomiast w latach 1611-1698 – Opalińskich (wojewoda poznański, Krzysztof, miał tam jedną z siedzib, a jego żona zmarła w Wojnowicach). Następnie na ponad półtora wieku (1698-1869) majątek wojnowicki przeszedł w ręce Raczyńskich (na początku XVIII wieku mieli w Wojnowicach główną siedzibę, o czym świadczą liczne dokumenty dotyczące urodzin, chrzcin, ślubów, pogrzebów). Zachowała się bardzo szczegółowa 79-stronicowa inwentaryzacja dworu i całego majątku z 1795 roku. Po długim posiadaniu przez Raczyńskich Wojnowice weszły w skład majątku Potockich z Będlewa (okres 1869-1912). Od 1913 do momentu wybuchu II wojny światowej w 1939 roku Wojnowice były własnością Mielżyńskich.
Od końca XVIII wieku dobra były wielokrotnie dzierżawione lub zarządzane w imieniu właścicieli. Między innymi w XIX wieku przez Żółtowskich, Chrzanowskich i nie stanowiły siedziby właścicieli. W "wojnowickim domu" za czasów Chrzanowskich częstym gościem był społecznik August Cieszkowski, mecenas sztuki Jan Kanty Działyński oraz Władysław Niegolewski, ceniony patriota i społecznik, poseł na sejm pruski.
W okresie Wielkiego Księstwa Poznańskiego (1815–1848) Wojnowice należały do wsi większych w ówczesnym powiecie bukowskim, który dzielił się na cztery okręgi (bukowski, grodziski, lutomyślski oraz lwowkowski). Wojnowice należały do okręgu bukowskiego i stanowiły osobną majętność, której właścicielem był wówczas Edward Raczyński. Według spisu urzędowego z 1837 roku wieś liczyła 559 mieszkańców i 55 dymów (domostw).
W okresie II wojny światowej dobra ziemskie były zarządzane przez Niemców. Po 1945 znajdowała się tam siedziba PGR.

### Właściciele dóbr Wojnowice od XIV wieku
Źródła
- ok. 1352 Sandivogius (Sędziwój) de Woynowicze
- ok. 1393, 1394 Tomasz Suczka (wspominane jego dzieci) x Krystyna
- ok. 1392, 1398, 1399, 1407, 1408 (a przed 1412) Jodok (Jost) z Wojnowic (Judocus Suczka de Woynowice, rycerz pasowany - strenuus miles, prawdopodobnie potomek Gniewomira Trzebiesławowica) x Dzierżka Jostowa
- ok. 1411-12 Hanka, ż. Piotra Rudnickiego (prawo dziedziczenia po zmarłym Jost z Wojnowic, prawdopodobnie siostra Barbary)
- ok. 1411-12 Barbara z Wojnowic, siostra Josta, żona wojewody poznańskiego Sędziwoja Ostroroga (ugoda z Hanką 1412 – prawo do dziedziczenia Wojnowic)
- Dzierżawca - ok. 1462, 1463, 1469, 1470 Gotard Wojnowski (prawa do części wsi przed 1493)
- Dzierżawca - Wawrzyniec Wojnowski, syn Gotarda (prawa do części wsi przed 1493)
- ok. 1493 Jadwiga córka N. Andrzeja Wilkowskiego (prawa do 1/4 wsi)
- ok. 1493 N. Dobka, ż. Stefana Gnuszyńskiego, a siostra Wawrzyńca z Woynowic (prawa do 1/5 wsi, po procesie z Ostrorogami prawa przechodzą na Ostrorogów)

Ostrorogowie:
- 1415-1441 Sędziwój Ostroróg, mąż Barbary z Wojnowic
- 1441-1477, Stanisław Ostroróg (syn Sędziwoja z Ostroroga, wojewody poznańskiego i Barbary z Wojnowic)
- 1477-1498 Jan Ostroróg (klan pozn., de Wojnowice) syn Stanisława i Barbary
- 1498-1540 Poliksena Ostroróg x Przecław Potulicki i Wacław Ostroróg, dzieci Jana
- 1540-1568 Stanisław Ostroróg syn Wacława x Zofia Tęczyńska
- 1568-1589 Zofia z Tęczyńskich Ostroróg
- 1589-1611 Jan Ostroróg
- 1611 Jerzy hr. Ostroróg z Lwówka

Opalińscy:
- 1611-1624 Piotr Opaliński syn Jana i Ostrożanki Lwowskiej
- 1624-1639 Zofia z Kostków Opalińska żona Piotra
- 1639-1655 Krzysztof Opaliński syn Piotra, wojewoda poznański (o Wojnowicach jako siedzibie wspomina w swoich listach do Łukasza "Listy Krzysztofa Opalińskiego do brata Łukasza 1641-1653")
- 1655-1660 Teresa, żona Krzysztofa z Czarnkowskich (zmarła w Wojnowicach)
- 1660-1667 Jan i Piotr Adam Opalińscy
- 1667-1695 Jan Karol Opaliński, syn Krzysztofa
- 1696-1698 Katarzyna Opalińska

Raczyńscy:
- 1698-1737 Michał Kazimierz Raczyński (zakupił od Katarzyny Opalińskiej, Wojnowice były główną siedzibą Raczyńskich w tym okresie, 26 VIII 1724 roku w Wojnowicach zmarła Krystyna z Krasuskich Raczyńska, żona Michała Kazimierza, 12.12.1737 Michał Kazimierz umiera w Wojnowicach)
- 1737-1764 Wiktor Raczyński (Wojnowice były przez pewien okres również główną siedzibą Raczyńskich)
- 1764-1787 Kazimierz Raczyński (urodzony w Wojnowicach)
- 1787-1804 Filip Raczyński
- 1804-1845 Edward Raczyński
- 1845-1864 Roger Maurycy Raczyński
- 1864-1869 Edward Aleksander Raczyński

Potoccy:
- 1869-1898 Bolesław Eulogiusz Potocki
- 1898-1911 Bolesław Potocki syn Bolesława
- 1911–1912 Józef Potocki Syn Bolesława

Mielżyńscy:
- 1912–1913 Felicja Mielżyńska z Potockich, córka Bolesława Eulogiusza
- 1913-1932 Karol Mielżyński, syn Macieja i Felicji
- 1932-1939 Aniela z Mielżyńskich Ostrowska, córka Macieja i Felicji

Dzierżawcy wsi w XIX i XX wieku:
Żółtowscy:
- Kazimierz(1795 -1801) h. Ogończyk, 1721-7.2.1801
- wspominana Helena (umiera 1797)
- Piotr Paweł, syn Kazimierza, (żonaty z Joanna Chłapowską podczaszyną dobrzyńską)
- Justyna z domu Sczaniecka (?-1804), żona Kazimierza, (1742 – 25 maja 1804)
- rotmistrz, dowódca sił zbrojnych powiatu obornickiego - 1809   .... (Gazeta Poznańska 1809.06.28 Nr51)

Adam Matecki, ok. (1849-1853)
Zarządcy majątku:
- Kazimierz Chrzanowski (1854-24.2.1864) (ojciec Bernarda Chrzanowskiego, urodzonego w Wojnowicach)
- Jaraczewski (?1864-1869)
- Jan Bąkowski (?1869-?1884 15 lat - źr. Dziennik Poznanski 1884)
- Aleksander Karnowski (? -1896) (zginął podczas pożaru w Dakowach Mokrych)
- Aleksy Sokołowski (1896-1913) (m.in uczeń gimnazjum św. Marii Magdaleny, działacz polityczny i społeczno-gospodarczy)
- Józef Wikliński

### Wielkość dóbr rycerskich
W 1580 roku Zofia Ostrorogowa posiadała 11 łanów, 7 zagród, Karczmarz miał 1/4 łana i 40 owiec.

## Dwór w Wojnowicach
Źródła
Siedziba właścicieli majątku w Wojnowicach istniała już w połowie XVII wieku, za czasów Krzysztofa Opalińskiego, który często przebywał w Wojnowicach. W 1660 roku w Wojnowicach umarła żona Krzysztofa. Na mapie z 1662 roku ("Palatinatus Posnaniensis in Maiori Polonia primarii nova delineatio") Wojnowice są oznaczone jako miejscowość ze znaczą twierdzą (arx praecipua) (mapa opatrzona dedykacją "Ill.mo et Exc.mo Heroi ac Domino d. Christophoro Comiti de Bnin Opalinski, Palatino Posnaniensi, Regniq. Poloniae primi Ordinis Senatori").
W Wojnowicach w XVIII wieku znajdował się dwór istniejący na mapie z 1771 roku z 2 kwadrarowymi alkierzami od północy i dwoma przybudówkami po bokach ze strony południowej na kształt alkierzy ("Tabula exhibens ductus seu tractus terminorum quibus fines Bonorum Woynowice et Opalenica designari intenduntur") oraz mapie z 1813 roku (taki samy kształt i położenie). Dwór wybudowany prawdopodobnie pomiędzy 1698-1706 rokiem (w 1706 roku dwór "Woynowice Aula" występuje w dokumentach), na zlecenie Michała Kazimierza Raczyńskiego za kwotę 2000 złotych, przebudowany prawdopodobnie po 1776 roku, gdyż w tym roku flisy(kafle) ze "starego wojnowickiego dworu" darowano kościołowi. Na początku XIX wieku posiadał dwa alkierze. Po bokach budynku, pod kątem około 50 stopni do niego znajdowały się dwie oficyny, widoczne na mapach z 1771, 1813 i 1936 roku. Od 1795 majątek był dzierżawiony. Istniejący obecnie budynek szachulcowo-murowany był przebudowywany na przełomie XIX i XX wieku. Można to określić po pokryciu dachowym w formie charakterystycznej szachownicy (dachówka Siegersdorfer Werke, vorm. Fried. Hoffmann produkowana w tym okresie). Zachował się jeden z dwóch alkierzy (zachodni). Na początku XX wieku budynek pełnił funkcję rządcówki. W budynkach które były częścią całego większego podwórza gospodarczego składowano owoce i niektóre płody rolne. Znajdowały się tutaj też biura, piec chlebowy, nie były one jednak siedzibą właścicieli. Budynek pod koniec XX wieku był w stanie ruiny.
Wojnowice były siedzibą również Michała Kazimierza i Wiktora Raczyńskiego w wieku XVIII. Dwór w tym okresie posiadał kaplicę, w metrykaliach zostało odnotowanych kilka ważnych wydarzeń, które odbyły się w Wojnowicach za czasów Raczyńskich:
- 26 maja 1724 roku w Wojnowicach odbył się ślub Seweryn Żychlińskiego i Konkordji Raczyńskiej, córki Michała Kazimierza.
- 26 sierpnia 1724 roku w Wojnowicach zmarła żona Michała Kazimierza, Krystyna, została pochowana w Woźnikach.
- 21 stycznia 1726 roku w Wojnowicach odbył się ślub Józefa Piotra Czapskiego z Kazimierą Boną Raczyńską, córką Michała Kazimierza Raczyńskiego.
- 12 grudnia 1737 roku w Wojnowicach umiera wojewoda poznański, Michał Kazimierz Raczyński, zostaje pochowany w Woźnikach.
- 2 marca 1739 roku w Wojnowicach odbył się chrzest Kazimierza Jan Nep., syna Wiktora Raczyńskiego i Magdaleny z Działyńskich.
- 31 lipca 1740 roku w Wojnowicach odbył się chrzest Weroniki Barbary córki Wiktora Raczyńskiego i Magdaleny z Działyńskich.
- 9 października 1741 roku w Wojnowicach odbył się chrzest Antoniego syna Wiktora Raczyńskiego i Magdaleny z Działyńskich.
- 17.6.1743 w Wojnowicach umarła Weronika córki Wiktora Raczyńskiego i Magdaleny z Działyńskich.
- W 8.7.1743 w dworze odbył się chrzest Marjanny Peronelli z Raczyńskich, córki Wiktora Raczyńskiego i Magdaleny z Działyńskich Raczyńskiej.
- W 10.8.1768 w kaplicy dworskiej w Wojnowicach odbył się chrzest dwóch córek Kazimierza Raczyńskiego i Teresy z Moszczyńskich Raczyńskiej, Michaliny (urodzonej 1768 w Wojnowicach) i Magdaleny (urodzonej w 1765 roku w Wojnowicach)
- W 1776 roku w metrykaliach (Dakowy Mokre) wspomniano o dworze, za czasów Kazimierza Raczyńskiego, w czasie remontu kościoła w Dakowach: "Flisy także stare z dworu starego Woynowickiego sprowadzone darował i kościołowi Doko posadzkę uczynił"
- 20 grudnia 1797 roku w dworze Wojnowickim umiera Helena Żółtowska, pochowana w Woźnikach.
- W 1799 roku wspomniana jest Justyna Żółtowska z Wojnowic.
- 7 lutego 1801 roku w dworze Wojnowickim umarł Kazimierz Żółtowski, dzierżawca Wojnowic(chory od 6 lat), pochowany w Woźnikach
- 14 czerwca 1802 roku w Wojnowicach odbył się ślub Tadeusza Swinarskiego(dzierżawca Sierosławia) i Marcjanny Żółtowskiej
- 6 lutego 1804 roku wspomniany jest Piotr Żółtowski, dzierżawca Wojnowic, który w Wydzierzewicach bierze ślub z Józefą Woropańską z domu Grudzielską, wdową.
- 25 maja 1804 roku w Wojnowicach umiera Justyna Żółtowska, pochowana w Woźnikach w wieku 62 lat.
- 28 czerwca 1809 roku Żółtowski z Wojnowic (Rotmistrz i organizator zbrojny powiatu obornickiego) bierze udział w gaszeniu pożaru w Grodzisku (Gazeta Poznańska 1809.06.28 Nr51) "przybywszy w nocy osobiście z ludźmi swoimi i bardzo dobrą sikawką "
- 29 listopada 1812 roku w Wojnowicach odbył się chrzest Konstancja Emilii, córki Ignacego Skrzyckiego ekonoma z Wojnowic i Rozalii Engler - był to chrzest nieszlachecki

W Wojnowicach 27 lipca 1861 roku urodził się między innymi Bernard Chrzanowski, syn dzierżawcy majątku Kazimierza Chrzanowskiego. W książce o Bernardzie Chrzanowskim Grzegorz Łukomski wspomina Wojnowice w następujący sposób: "W wojnowickim domu Chrzanowskich częstym gościem był filozof i społecznik August Cieszkowski, mecenas sztuki, działacz społeczny i polityczny Jan Działyński oraz Władysław Niegolewski, ceniony patriota i społecznik, poseł na sejm pruski."

## Inne informacje
Zabudowania folwarczne, składają się z dwóch części (dwa podwórza). Pochodzą z XIX wieku. Częściowo zachowany jest budynek dawnej gorzelni.
W Wojnowicach przy ul. Poznańskiej, obok przystanku autobusowego znajduje się lipa drobnolistna o obwodzie 430 cm. Jest ona wpisana jako pomnik przyrody nr 44/545.
Od 10 czerwca 1919 przez kilka miesięcy stacjonowała w tutejszym majątku 1. Eskadra Wielkopolska licząca 7 samolotów zwiadowczych - jedna z pierwszych jednostek lotnictwa polskiego, utworzonych po powstaniu wielkopolskim.

## Cytaty i materiały do dziejów Wojnowic
(Źródło: Słownik Geograficzny Królestwa Polskiego i innych krajów słowiańskich, 1893) (Źródło: Listy Krzysztofa Opalińskiego do brata Łukasza 1641-1653" pod redakcją Romana Pollaka, ZN im. Ossolińskich 1957)
"W 1396 roku Jost z Wojnowic, Wojnowicki prawuje się z Andrzejem na ulicy Wrocławskiej, r. 1398 z Mikołajem sędzią kaliskim. W r. 1399 zapłacił 2 kary, ponieważ nie stanął Januszowi Łagiewnickiemu. Żona jego Jostowa r. 1392 naganiła Janowi Wiłkowskiemu herbu Czasza al. Korczak. Prawije się także z Wacławem z Latalic i Janem z Kuropatnic."
"Listy Krzysztofa Opalińskiego do brata Łukasza 1641-1653" pod redakcją Romana Pollaka, ZN im. Ossolińskich 1957"
"Z Wojnowic, 19 VIII 1641
Wielmożny mnie wielce Mci Panie i kochany Bracie. Właśnie pod przyniesienie listów WMm-o M-o Pana do mnie zajechali mie PP. Starostowie Miedzyrzecki, Inowrocławski i siła inszych gości, zaczym odprawa kozaka musiała być późniejsza, któremu eo nomine nie łaj MmMPan, proszę. (...)
Dat(um) w Wojnowicach, 19 Aug(usti) 1641.
WM. mego M-o Pana miłujący i powolny brat i sługa Kr(zysztof) Opaleński Wojewoda Poznański (...)
Data: Wojnowice – wieś leżąca między Opalenicą a Bukiem "
" Z Wojnowic, 19 XI 1643
Wielmożny mnie wielce Mci Panie i kochany Bracie (...) Da(tum) w Wojnowicach, 19 Nove(mbris) 164(3). "
" Z Wojnowic, 12 VII 1646
Wielmożny mnie wielce Mci Panie i kochany Bracie (...) Ita me Deus, śem z Wojnowic i z Włoszakowic P. Pigłowskiemu defalkował 5000 fl., bom musiał mieć respekt na wyciągnienie a taniość przy tym (...) Kr Opaleński Wda Poznań (..) Dat z Wojnowic, 12 Iolii 1646 "
Witold Molik „Edward Raczyński”, WBP, Poznań 1999
Strona 14: „Na stare lata Wiktor ustatkował się jednak, popadł w dewocję i osiadł w klasztorze Bernardynów w Łowiczu.”
Strona 102: „Edward przejął następujące dobra o łącznej wartości 3150 tys. zł : Rogalin w powiecie średzkim warty 100 tys. złotych, z intratą (dochodem ) 8 tys. zł, Wojnowice i Dakowy w powiecie poznańskim (później bukowskim warte 2 mln złotych z intratą 100 tys. złotych)”
Strona 108: „W latach 1810–1830 sprawy związane z administrowaniem odziedziczonymi majątkami pochłaniały zapewne dużo jego czasu. (…) Po wprowadzeniu w życie w 1823 r., przez rząd pruski ustawy uwłaszczeniowej był wszakże jednym z tych właścicieli ziemskich którzy najszybciej przystąpili do jej wykonania. W ciągu następnych czterech lat uwłaszczył chłopów w czterech swoich wsiach. (…) W 1830 roku rolnictwem i sprawami administracyjnymi swych majątków hrabia niewiele się już zajmował. Dochody z Wojnowic, Daków i Śląskowa oraz z lasów przeznaczał na swoje osobiste wydatki i działalność mecenasowską.  Dobra te wydzierżawiał nie chcąc tracić czasu na ich utrzymanie.  (…) Wszyscy jego dzierżawcy byli zobowiązani do odnowienia co roku  w powierzonych im dobrach jednej siódmej dachów krytych słomą. Folwarki i duże majątki wydzierżawiał doświadczonym i rzetelnym rolnikom, przeważnie Niemcom.”
Edward Raczyński „Rogalin i jego mieszkańcy”
strona 76: „Oddając Filipowi za żonę swoją Michalinę, Kazimierz oddał mu równocześnie wszystkie dobra, które posiadał w Wielkopolsce, obciążając je tylko dożywociem. Filip więc, łącząc w swojej osobie obie schedy, był nie lada obszarnikiem. Posiadał trzy miasteczka: Szamocin, Obrzycko i Stopnicę, oraz 5o wsi. Jego dochód roczny wynosił około 300 tysięcy złotych polskich. Z tej sumy 100 tysięcy przynosiły same dobra wojnowickie wydzierżawione Żółtowskiemu.”
Strona 168: „Wielkim ewenementem w życiu nie tylko ojca, ale całej okolicy były jednak manewry młodzieżowe, ściśle powiedziawszy, regularne bitwy organizowane od czasu do czasu przez dziada Rogera na obszarze Rogalina. Zapaśników, poza miejscowymi zwożono z dalekich okolic, z Daków, Wojnowic i Mechlina. Zbierało się tym sposobem chłopaków i dwie setki. Rozdzielano ich na dwie armie. Amunicję stanowiły ‘pyrki’, które podwożono za wojskiem ‘helami’”
Strona 180: „Ojciec opuszczając rodzinną Wielkopolskę, wziął tak zwany paszport emigracyjny.(…) Zarząd majątkiem powierzył nijakiemu Jaraczewskiemu, dając mu nieopatrznie nieograniczone niczym pełnomocnictwo. Jaraczewski mógł zaciągać pożyczki, a nawet sprzedawać co chciał. Pochodził ze znanej rodziny ziemiańskiej i odgrywać musiał przy ojcu rolę zaufanego przyjaciela. (…) W przeciągu dwóch lat sprzedał większą część majątku swego mocodawcy, a resztę zadłużył. Wspólnikiem Jaraczewskiego w tych transakcjach był nijaki Potocki, właściciel majątku Będlewo. Operowali sprawnie unikając wszelkiego rozgłosu. Potocki kupował za bezcen, Jaraczewski inkasował. W ten sposób przeszedł w posiadanie Potockiego piękny majątek Dakowy i Wojnowice. "